# Герб Сааремаа
Герб Сааремаа (ест. Saaremaa vapp) разом із прапором є офіційним символом  Сааремаа, одного з повітів Естонії.
Прийнято 5 лютого 1937 року, перезатверджено 26 вересня 1996 року.

## Опис герба
У синьому полі срібний човен із піднятими вітрилами та сімома золотими круглими щитами на борту, під ним — три срібні тонкі хвилясті балки.

## Значення
Повіт охоплює острів Сааремаа та кілька дрібніших островів, життєдіяльність яких пов’язана з морем, що й відображено у символіці герба.